# Fernando Castro Pacheco

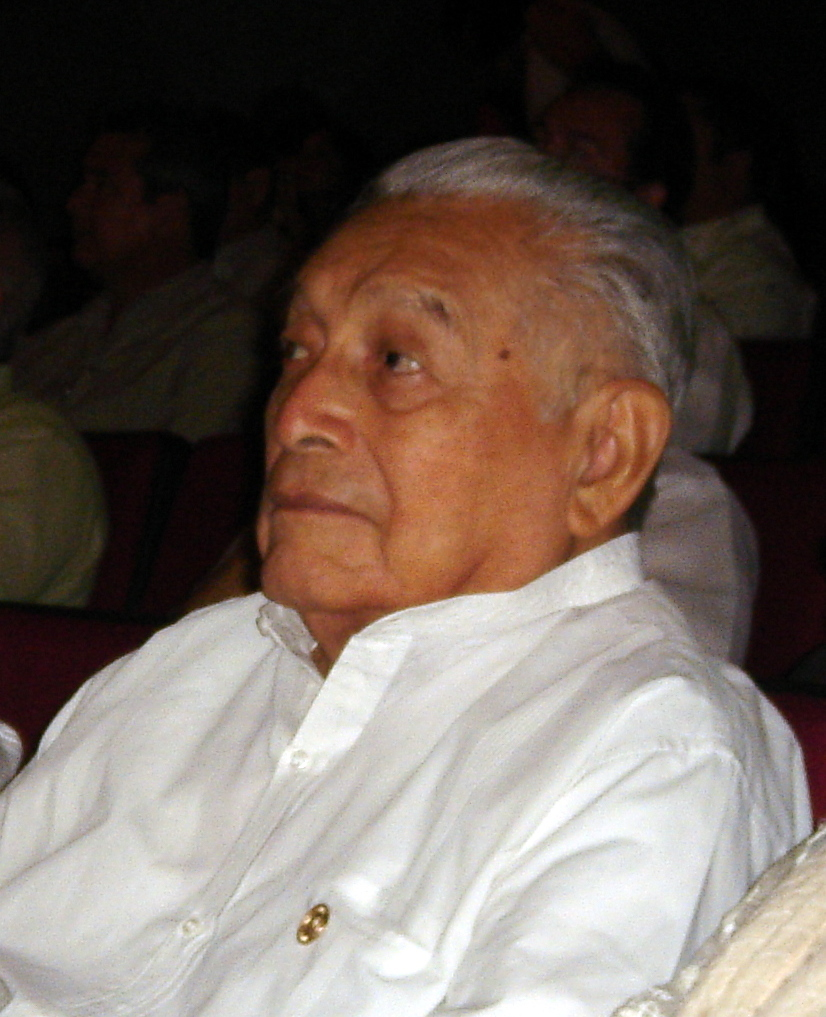
Fernando Castro Pacheco (2009)

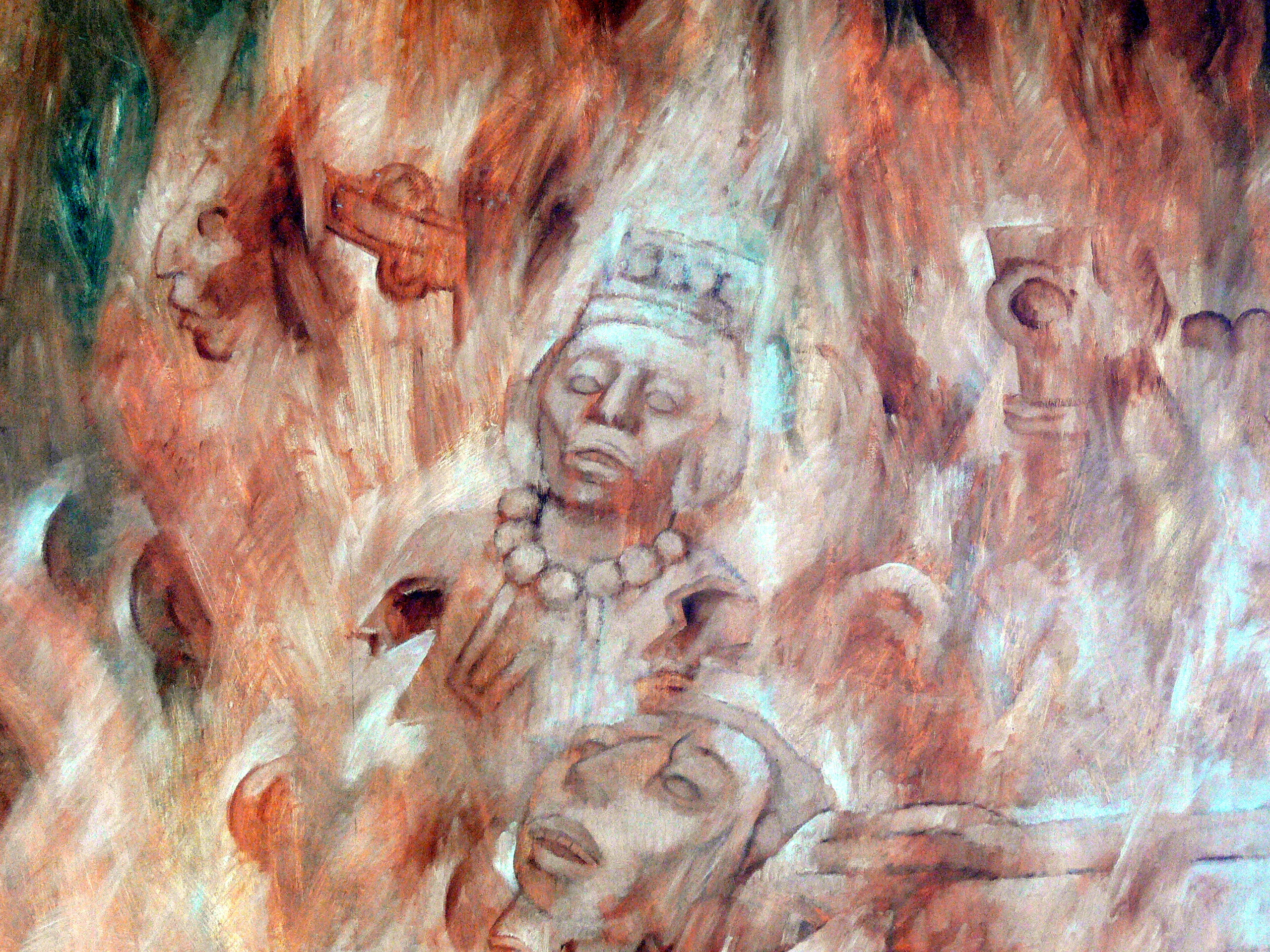
Verbrennung von Maya-Codices und Kunstwerken durch Bischof Diego de Landa

Fernando Castro Pacheco (* 26. Januar 1918 in Mérida; † 8. August 2013 ebenda) war ein mexikanischer Maler, Zeichner, Illustrator und Bildhauer, dessen Werk vor allem im Gouverneurspalast seiner Heimatstadt Mérida, Yucatán, zu sehen ist.

## Leben und Werk
Nach der Schulzeit erhielt Pacheco eine Grundausbildung in Malerei an der Escuela de Pintura y Artes Plásticas in Mérida. Im Alter von 23 Jahren wurde er Mitbegründer der Escuela Libre de Artes Plásticas de Yucatán, an der er auch kurzzeitig als Lehrer tätig war. Im Jahr 1943 ging er nach Mexiko-Stadt, wo er seine Kunst weiterentwickelte, gleichzeitig aber auch erste Anerkennung und Preise erhielt. Im Jahr 1949 erhielt er eine Professur an der Escuela Nacional de Bellas Artes an der Academia de San Carlos. In den 1950er und 1960er Jahren folgten zahlreiche Ausstellungen in aller Welt. In den 1970er Jahren kehrte er nach Mérida zurück, wo er die Wände des Gouverneurspalastes mit seinen Wandbildern (murales) ausmalte. Auch für den Gouverneurspalast von Querétaro schuf er in den Jahren 1977 bis 1979 insgesamt 19 Wandbilder.

## Kunsthistorische Einordnung
Anders als das Werk der meisten mexikanischen Muralisten sind die späten Gemälde Pachecos stark zeichnerisch geprägt; gleichzeitig findet sich in ihnen ein hohes Maß an farblicher Abstraktion.